# Infanta Amelia Filipina a Spaniei
Infanta Amalia Filipina a Spaniei (spaniolă Amalia Felipina del Pilar Blasa Bonisa Vita Rita Lutgard Romana Judas Tadea Alberta Josefa Ana Joaquina Los Doce Apostolicos Bonifacia Domenica Bibiana Veronica; 12 octombrie 1834 – 27 august 1905) a fost membră a casei regale spaniole.

## Biografie

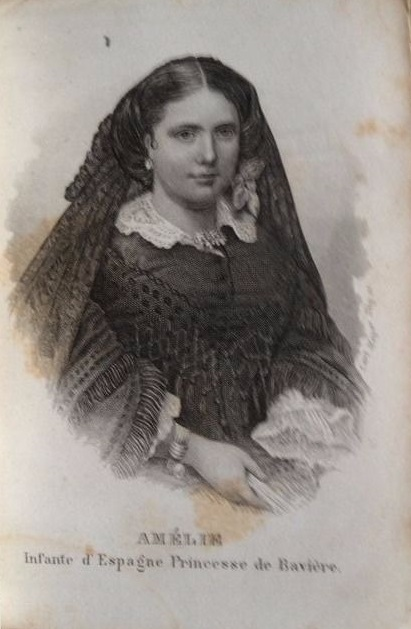
Infanta Amalia Filipina a Spaniei

S-a născut la palatul regal din Madrid la 12 octombrie 1834 ca al 11-lea copil și a șasea fiică a Infantelui Francisco de Paula al Spaniei, fratele mai mic al regelui Ferdinand al VII-lea al Spaniei. Mama ei a fost Prințesa Luisa Carlota de Bourbon-Două Sicilii. Botezată Amalia Filipina del Pilar Blasa Bonisa Vita, ea s-a născut în timpul domniei verișoarei ei primare regina Isabella a II-a a Spaniei, însă cum Isabella avea patru ani, țara era condusă de mătușa maternă a Amaliei, regina  Maria Christina. Mama Amaliei s-a certat cu sora ei, regina regentă, și drept urmare ei au fost expulzați din Spania în 1838. Familia s-a mutat în Franța trăind sub protecția unchiului lor, regele Louis Philippe I.
După ce regina Maria Christina a căzut de la putere, în octombrie 1840, ambițioasa mamă a infantei Amalia a determinat familia să se întoarcă la curtea din Madrid. Mama ei a murit în ianuarie 1844, când ea avea opt ani. Infanta Amalia a crescut la curtea spaniolă și educația ei, împărțită cu sora ei cu minte slabă, Infanta Cristina, a fost rudimentară.
La vârsta de 12 ani Infanta Amalia era o tânără femeie simplă, mică de statură și îndesată. Ca cea mai mică dintre cele cinci surori care nu se remarcau prin nimic, ea a fost aproape uitată la curtea spaniolă. Cu toate acestea, ea a fost singura dintre surori care a făcut o căsătorie regală.
În 1856, Prințul Adalbert de Bavaria, al patrulea fiu și al nouălea copil al regelui Ludwig al Bavariei și al  Prințesei Therese de Saxa-Hildburghausen a sosit la curtea spaniolă în căutarea unei soții și Amalia a fost oferită pentru o căsătorie. Când Prințul Adalbert a sosit la Madrid, Amalia a primit o zestre considerabilă de la cumnata ei, regina Isabella. Căsătoria a fost sărbătorită la 25 august 1856 la Madrid, de sărbătoarea Sfântului Ludovic al IX-lea al Franței, strămoș al Amalia, care era patronul atât al Franței cât și al Bavariei. După căsătorie, Amalia a devenit prințesă de Bavaria și prințesă ereditară a Greciei.

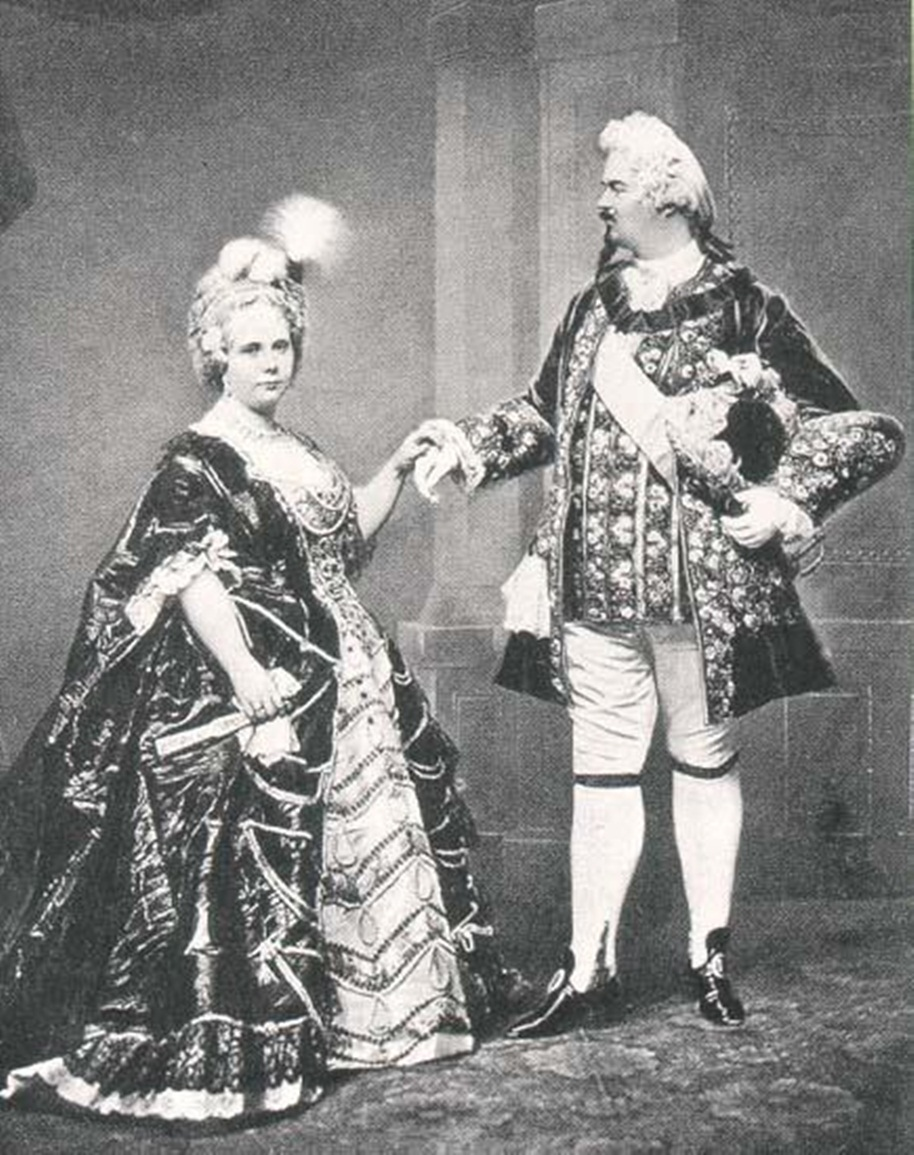
Infanta Amelia și soțu ei Adalbert în costume din secolul al XVII-lea.

La sosirea ei la curtea bavareză, socrul ei, regele Ludwig I al Bavariei, un mare admirator al frumuseții feminine, a fost dezamăgit când și-a întâlnit nora, grăsuță și comună. Infanta Amalia a șocat curtea cu obiceiul ei de a fuma. Soțul ei Prințul Adalbert era robust ca ea, dar foarte înalt. Lui îi plăcea să bea și a avut aventuri, dar mariajul lor a rezistat. Cuplul a avut cinci copii:
- Ludwig Ferdinand (1859–1949); căsătorit cu Infanta María de la Paz a Spaniei
- Alfons (1862–1933); căsătorit cu Prințesa Louise de Orléans, fiica lui Ferdinand Philippe Marie, duce d'Alençon
- Isabela (1863–1924); căsătorită cu Tommaso, Duce de Genoa
- Elvira (1868–1943); căsătorită cu Rudolf von Wrbna-Kaunitz-Rietberg-Questenberg și Freudenthal
- Clara (1874–1941); necăsătorită

Deși Infanta Amalia a trăit pentru tot restul vieții sale la München, ea a rămas atașată de țara ei natală. A vizitat Spania des și fiul ei cel mare, Prințul Ludwig Ferdinand, s-a născut la palatul regal din Madrid.  Și-a petrecut iernile la reședința de la München și verile la Palatul Nymphenburg. Toți cei cinci copii ai ei au vorbit fluent spaniola și ea l-a încurajat pe fiul ei Ludwig Ferdinand să se căsătorească cu nepoata și fina ei, Infanta María de la Paz a Spaniei. Cuplul s-a căsătorit în 1883.
Soțul ei a murit în 1875; Amalia i-a supraviețuit 30 de ani.